# Kirchenburg (Feldioara)
Die Kirchenburg in Feldioara (Marienburg) im Kreis Brașov in Rumänien gehört zu den Kirchenburgen in Siebenbürgen und gehört der Evangelischen Kirche A.B. in Rumänien.

## Hintergrund
Nach der Vertreibung des Deutschen Ordens aus der Gegend im Jahr 1225 erhielten die Zisterziensermönche das Patronat über den Ort Marienburg (heute Feldioara). Erst danach, aber noch im 13. Jahrhundert, wurde die Kirchenburg, westlich, in 250 Meter Entfernung von der Ur-Marienburg, zusammen mit einer zugehörigen Ringmauer errichtet. Die romanische Kirche,  welche wohl von den Zisterziensermönchen gemeinsam mit der im Ort lebenden Bevölkerung, insbesondere offenbar Siebenbürger Sachsen, errichtet wurde, wurde danach zum religiösen und kulturellen Zentrum des Ortes.
Zwischen Ende des 14. und Mitte des 15. Jahrhunderts erfolgte ein gotischer Umbau der Kirche. Am zweiten Geschoss des Glockenturms der dreischiffigen Kirche wurde im Laufe dieser Jahrhunderte offenbar eine gewölbte Empore eingebaut, die dem Kirchenstifter gewidmet ist. Im 18. Jahrhundert wurde der Glockenturm der mittlerweile evangelischen Kirche mit einem neuen Dach versehen, das dem der Schwarzen Kirche von Brașov (deutsch Kronstadt) gleicht. Die Orgel der Kirche wurde zum Ende des 18. Jahrhunderts durch den Orgelbauer Johannes Prause geschaffen. Drei Bildtafeln des vorreformatorischen Flügelaltars der Kirchenburg befinden sich heute in der Schwarzen Kirche von Brașov. Von der Ringmauer, welche die Kirche einst umgab, verblieb bis heute nur eine niedrig gemauerte Einfriedung.

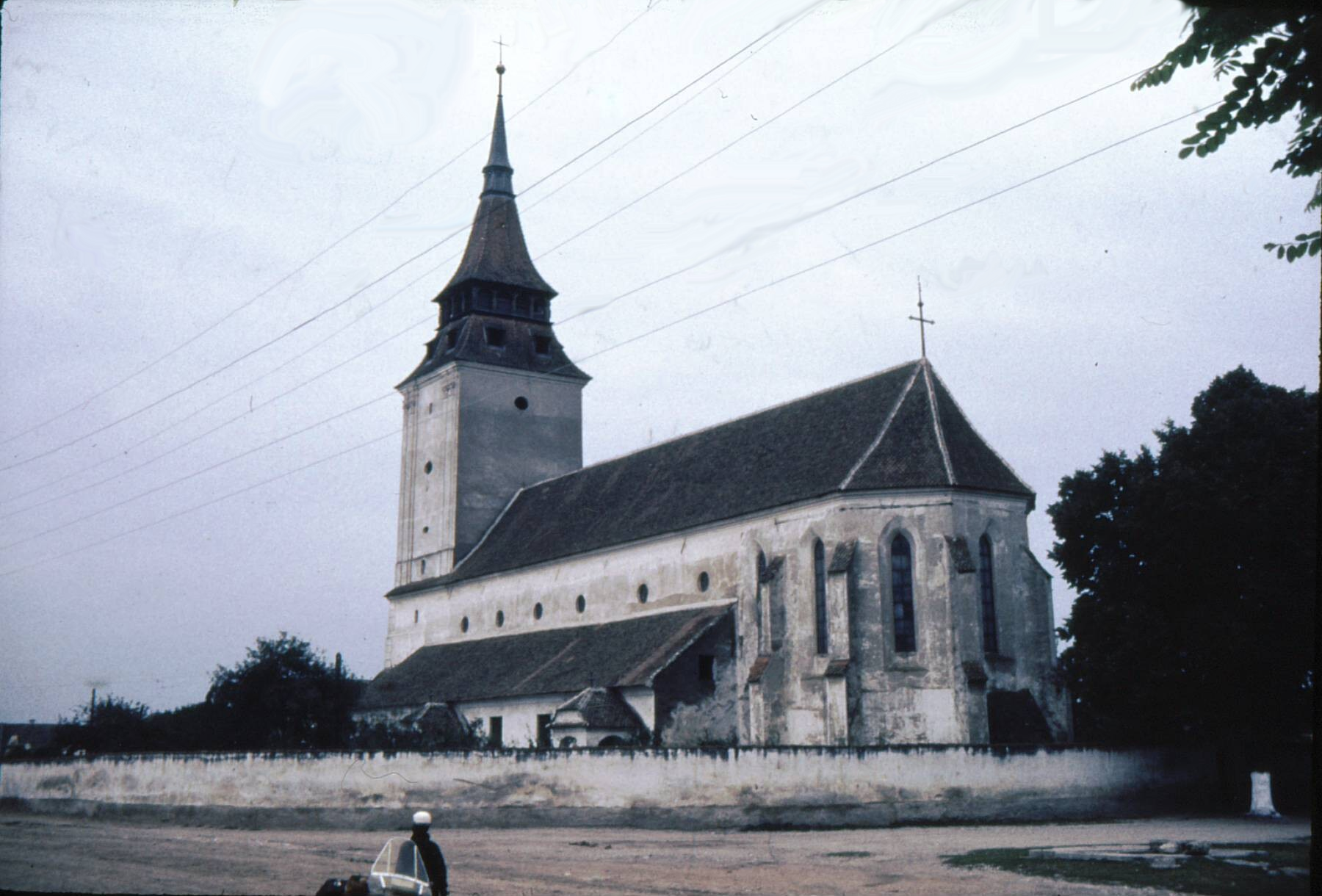
Die Kirchenburg von Feldioara im Jahr 1966
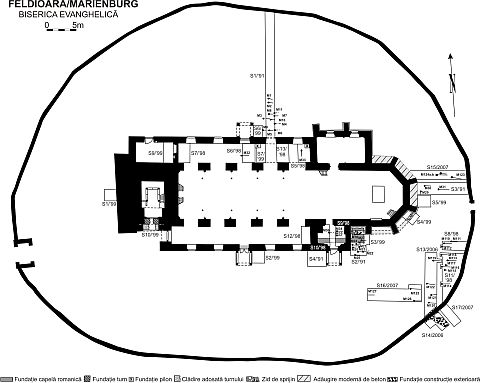
Plan der Kirchenburg Feldioara
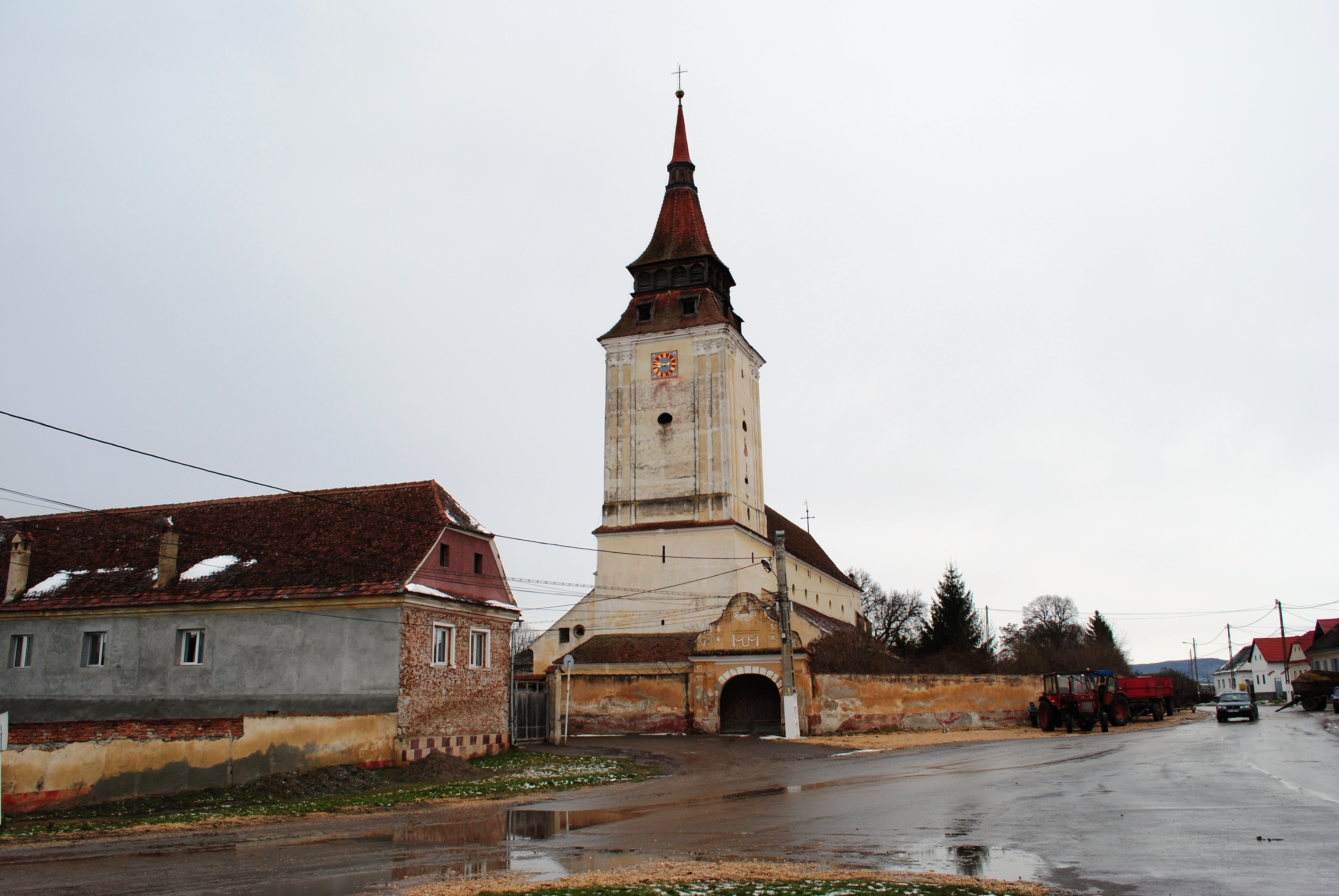
Die Kirche im Jahr 2010
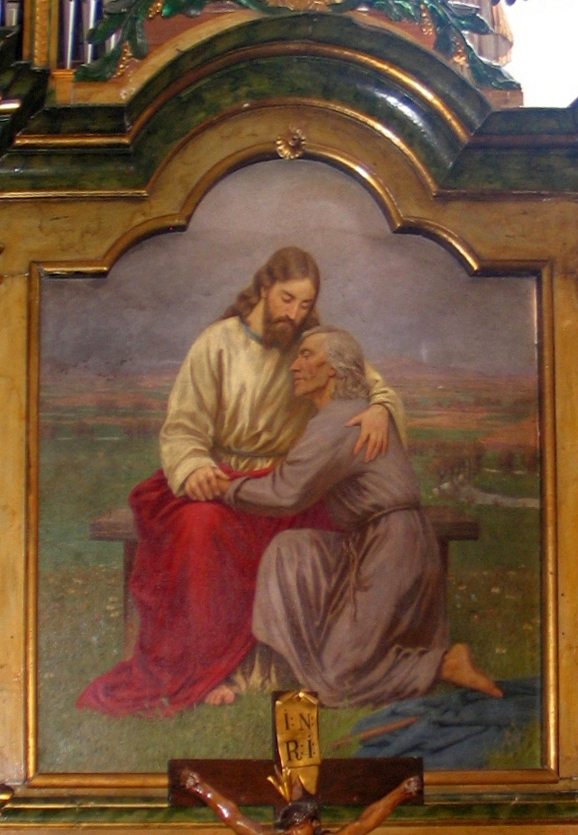
Ein Altarbild von Friedrich Miess